# 马克斯多夫
马克斯多夫是德国莱茵兰-普法尔茨州的一个市镇。总面积7.35平方公里，总人口6956人，其中男性3372人，女性3584人（2011年12月31日），人口密度946人/平方公里。